# Antoine Joseph Santerre
Antoine-Joseph Santerre, nascido no dia 16 de Março de 1752 em Paris, França, onde morre em 6 de Fevereiro de 1809, é um político francês pertencente ao Movimento Hebertista no período da Revolução Francesa.

## Um industrial, filho de industrial
Filho de Antoine Santerre, industrial, rico cervejeiro de Cambrésis, que se estabelece em Paris em 1747, e de Marie-Claire Santerre, Antoine-Joseph Santerre nasceu na Rua du Noir - atual Rua Gracieuse - num dos imóveis da família. Seu pai havia se tornado proprietário de uma primeira cervejaria, dita "de la Magdeleine", à Rua d’Orléans Saint-Marcel, e, unindo-se por casamento a uma prima ricamente dotada, aumentou seu patrimônio adquirindo uma segunda cervejaria, esta situada na Rua Censier nº17. O futuro general perde seus pais ainda criança e, como seus outros irmãos e irmãs, é criado por sua irmã mais velha, Marguerite, auxiliada por seus tios, Jean-Baptiste Santerre e Marie-Marguerite Durand. Pertencendo à rica burguesia parisiense, Antoine-Joseph é admitido no Colégio des Grassins, apaixona-se pela química e, uma vez emancipado, exerce por sua vez a profissão lucrativa do pai, cervejeiro. Em 1772, adquire a cervejaria do Senhor Aclocque em Reuilly e, a partir dessa época, torna-se o principal fornecedor de cerveja de Paris e região. Nos anos 1780, ele e o irmão, Jean-François Santerre de la Fontinelle, criam um laboratório de pesquisas químicas em Sèvres, para desenvolver técnicas de fabricação industrial trazidas da Inglaterra. Santerre foi um dos primeiros a se servir, para a dessecação da cevada, do coque, ainda tão pouco empregado na época que nem possuía nome em francês. Paternalista e jovial, Santerre, que seu operários chamavam de "Pai Gordo", possuía na aldeia de Bercy, onde se localizava a parte essencial de sua atividade industrial, reputação de bom patrão. Michelet escreveu a seu respeito : "Era uma espécie de Golias, sem espírito, sem talento, tendo a aparência de coragem, bom coração e bonomia". 

## 1789: um agente provocador?
Está provado que Santerre fazia distribuições maciças e gratuitas de cerveja no Faubourg Saint-Antoine à época das jornadas revolucionárias. Existem pedidos de reembolso indo de 1789 a 1792.
Tendo tomado parte da Jornada de 14 de Julho de 1789, ele informa, desde o dia seguinte (15), ter sido nomeado pelo povo comandante geral do Faubourg Saint-Antoine e, liderando quatrocentos homens, ter participado de todos os acontecimentos durante o "Cerco à Bastilha". Ele declara também que, se fosse preciso, "a teria incendiado com óleo de cravo e cobra, inflamado com fósforo, injetados através de bombas ao incêndio que aconteciam. Ele conseguiu, não sem risco para si, salvar a vida de um inválido que a multidão queria enforcar. O comitê permanente aplaudiu o zelo e a humanidade de M. Santerre. Ele confirmou os poderes a ele dados pelo povo e convidou-o a redobrar seus cuidados, se isso fosse possível, para levar a ordem e a calma ao Faubourg Saint-Antoine, cuja tranquilidade tem tanta influência sobre a tranquilidade de toda a cidade.". Este poder que Santerre possuía sobre os habitantes do faubourg é indicado claramente desde essa época. Todas as vezes que isto se tornar necessário, Santerre terá a faculdade "de instrumentar" o "povo dos faubourgs" para quem, não só tonéis de cerveja, mas também somas em dinheiro de 50.000 ou 60.000 libras serão diversas vezes postos à disposição. 

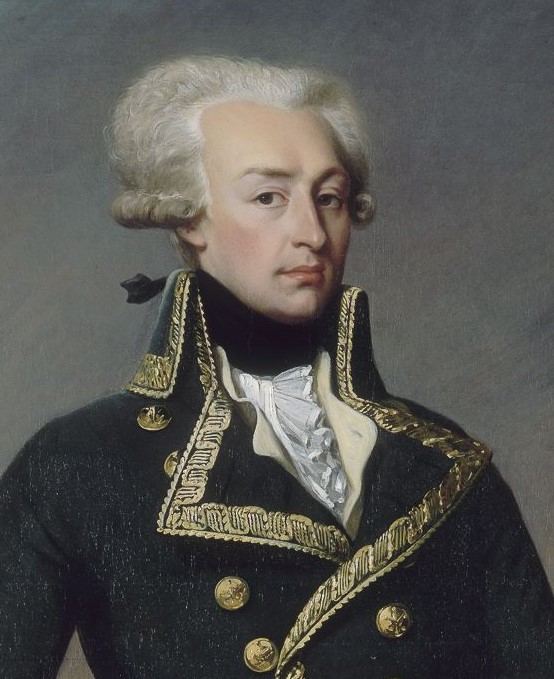
O marquês de La Fayette

A trilha de Santerre parece indicar que, no início da Revolução Francesa, ele tenha aceitado dinheiro da Corte, como são testemunhas os documentos da Lista Civil de Luís XVI, encontrados no Armário de Ferro, e um certo número de recibos, depois do "10 de Agosto". As suspeitas parecem bastante verossímeis já que Santerre foi efetivamente empregado do Conde de la Marck (que se encarregou de arrebanhar Mirabeau para a causa da Corte) e era inimigo declarado do General La Fayette, obstáculo aos projetos das Tulherias. 
Santerre detestava tanto o General La Fayette, comandante da Guarda Nacional Francesa encarregada de assegurar a proteção da Família Real e também a da Assembléia para que esta possa deliberar com serenidade, que procurava desacreditá-lo, a manchar sua reputação no exercício de suas funções difíceis (conter os excessos populares sem derramamento de sangue). Ele tentará prejudicá-lo de todas as maneiras possíveis, fazendo para isso o jogo da Corte, cujo objetivo claro era de desacreditar a Assembléia Legislativa, obrigando-a a decretar medidas autoritárias (lei marcial) face aos tumultos.

## Seu papel no Caso deVincennes
Os "Cavaleiros do Punhal", uma centena de cavalheiros armados de estiletes, desejando conseguir a liberdade de Luís XVI à força, tentaram entrar no Palácio das Tulherias para raptá-lo e, presumivelmente, afastá-lo de Paris ; simultaneamente, uma rebelião, supostamente destinada a criar uma distração, estourou em Vincennes (aldeia situada à leste da capital) e as tropas de LaFayette, obstáculo aos projetos dos conselheiros de Luís XVI (notadamente o Conde de La Marck) para lá se dirigiram, deixando o campo livre para os "Cavaleiros do Punhal". Na confusão em Vincennes, Santerre atirou em direção à La Fayette, talvez com a intenção de matá-lo, atingindo o segundo em comando, Desmottes.

## O Caso doCampo de Marte

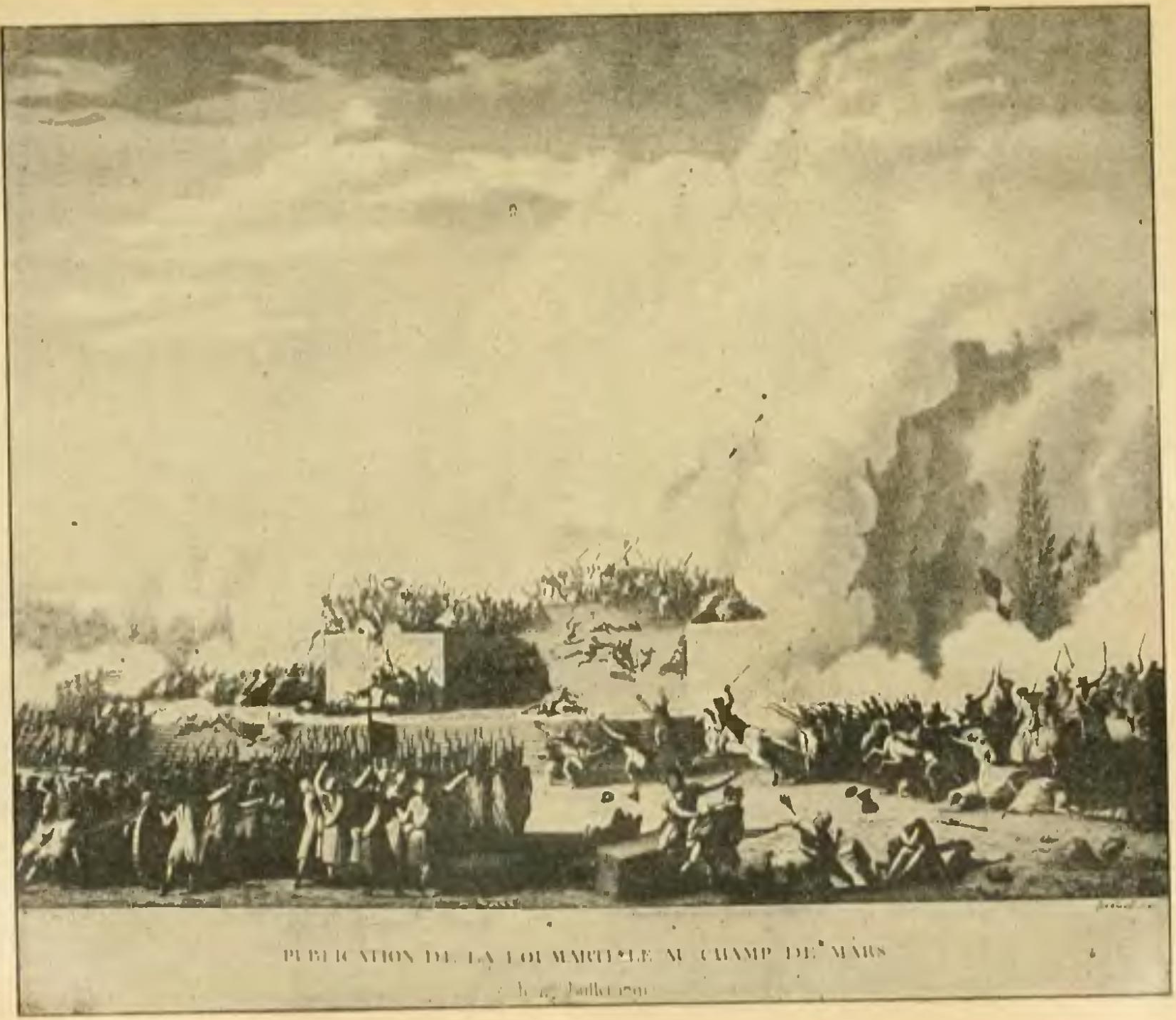
Estampa representando o Massacre do Campo de Marte na História Socialista da França Contemporânea (tomo I).

Em 17 de Julho de 1791, os parisienses reuniram-se no Campo de Marte, ao redor de um "altar da Pátria" erguido para as comemorações do segundo aniversário da Queda da Bastilha, no intuito de assinar uma petição reclamando a queda do Rei Luís XVI e a instalação da República na França. Enganada por relatórios inexatos dando conta de desordens graves, a Assembléia Constituinte pede pela manhã à Jean-Sylvain Bailly, prefeito de Paris, e ao Marquês de La Fayette, comandante da Guarda Nacional Francesa, que se ponham em posição no local e que restabeleçam a ordem. Segundo o Conde de Lavitonnière, Santerre havia recebido 20.000 libras do Conde de La Marck, agente secreto da Corte, para a montagem dessa provocação. Seu cúmplice, o italiano Jean-Baptiste Rotondo, recrutado para este golpe pelos senhores Cavallanti e Giles, dissimulado nas proximidades do altar da Pátria, onde "uma multidão de testemunhas" o reconheceu, devia, no momento oportuno, atirar em direção a La Fayette. A seguir, Santerre, comandante de batalhão, daria a ordem de contra-atacar na direção de onde partiria o tiro, ou seja, da multidão. Esta provocação de Rotondo, já conhecido por haver participado a soldo de todos os "golpes tortos" da Revolução, levou ao famoso contra-ataque calculado por Santerre, seguido por uma carnificina imortalizada por um desenho de David. Santerre, apesar de suas negações, foi acusado de haver deliberadamente atirado contra a multidão e sua prisão foi decretada. Ele escondeu-se e depois, contando com apoios poderosos, conseguiu ser absolvido das acusações.
"A experiência me fez pensar, escreveu mais tarde o respeitável Jean-Sylvain Bailly, que um tal complô existiu nessa época ". Tido como responsável pela opinião pública - um veredito confirmado no Tribunal Revolucionário, onde se assentavam amigos de Santerre -, Bailly foi executado em 11 de Novembro de 1793. La Fayette, por sua vez, pede demissão e é enviado como comandante do Exército do Norte. 

## Santerre e o dinheiro dasTulherias
No Palais Royal, onde reaparece, Santerre frequenta o « 129 », dirigido por seu cunhado, Jacques-Bon Pelletier Descarrières, um antigo oficial da casa do Rei, assistido pela rechonchuda Mademoiselle la Bacante, sua amante. Este estabelecimento de jogo é um dos mais célebres do bairro e reúne todos os inimigos dos deputados que Lamartine nomeou « Girondinos », ou seja, os futuros membros da Comuna de Paris surgida dos eventos do "10 de Agosto" , membros do Clube dos Cordeliers e dos futuros convencionais, membros mas tarde da Montanha. Na maior parte são compradores de bens nacionais em proporções variáveis e a Casa Descarrières passa por ser o quartel general dos afiliados à « Banda Negra ». Lá também se podiam encontrar aristocratas estrangeiros, muitas vezes financistas (como o conde de origem espanhola Andres Maria de Guzman) e especuladores (como o Marquês de Travanet), ou ainda homens ligados às finanças internacionais (como o Conde de Pestre de Séneffe). São inclusive estes três personagens que, com alguns outros, fazem a vez de « banqueiros » do « 129 ». Esta casa de jogo, muitas vezes denunciada como covil dos inimigos da Revolução, resistirá atodas as intempéries e ainda estará em funcionamento sob o Diretório, quando foi asilo dos membros do partido « clychiste ». É neste lugar, ao abrigo de olhares indiscretos, que revolucionários "da gema", como era Santerre, que cultivava pelos faubourgs sua imagem de patriota, encontravam-se, por exemplo, com Maximilien Radix de Sainte-Foix e seu sobrinho Omer Talon, ambos conselheiros secretos de Luís XVI e despenseiros pródigos da Lista Civil. Maximilien Radix de Sainte-Foix recrutou assim um certo número de indivíduos para quem a Revolução foi, antes de mais nada, uma lucrativa oportunidade. A descoberta dos papéis dissimulados dentro do Armário de Ferro, cofre particular de Luís XVI que revelou a venalidade de alguns, foi certamente uma catástrofe para eles, ao menos temperada pelo fato que as principais testemunhas dessas transações secretas foram executadas durante os Massacres de Setembro (2 de Setembro de 1792), onde se mataram pessoas de todos os tipos, com o pretexto de dar o troco.

A Tomada das Tulherias em 10 de Agosto de 1792,
pintura de Jean Duplessis-Bertaux, Museu do Palácio de Versailles.

Em 20 de Junho de 1792, com os habitantes do Faubourg Saint-Antoine, Santerre, que, tendo se distanciado de seus empregadores da véspera, ocupa novamente, sem no entanto possuir o título, o comando geral da Guarda Nacional, deixa que o Palácio das Tulherias seja invadido, operação destinada a pressionar Luís XVI, apelidado « Monsieur Veto ». Santerre navega a partir daí segundo seus interesses, pronto a desposar o partido mais forte.
Segundo Jean-Louis Carro, os « diretores secretos da revolta » que iria conduzir à queda da Monarquia « foram escolhidos pelo Comitê Central dos Federados estabelecido na sala de correspondência dos Jacobinos.
Com efeito, desde 26 de Julho de 1792, com Charles-Alexis Alexandre, Claude François Lazowski, François-Joseph Westermann e Claude Fournier, Santerre participa de diversas reuniões do comitê insurrecional que prepara a tomada das Tulherias que tem lugar em 10 de agosto de 1792. O povo permanecia sempre obediente a ele e, à frente de seu destacamento da Guarda Nacional, Santerre, com conhecimento de causa, não cumpriu a missão de interposição que era normalmente a sua. Ao contrário, Santerre favoreceu o movimento insurrecional que levou à tomada do Palácio das Tulherias e à votação da Assembleia a um decreto de deposição do Rei Luís XVI. 
Feito comandante da Guarda Nacional, em seguida Santerre foi acusado por Jean-Paul Marat e outros de ter desorganizado os guardas nacionais a cavalo da Escola Militar, ao recrutar aventureiros. Marat ainda reconhece que "ele colocou na cadeia pessoas de bem que pediam que ela (a guarda) fosse expurgada".
Depois da queda do palácio e da evacuação da Família Real, é Santerre que assegura sua transferência para a Prisão do Templo.

## Papel durante osMassacres de Setembro de 1792
Diversas cartas, como as do prefeito de Paris, Jérôme Pétion, provam que foi dada ordem ao comandante da Guarda Nacional Santerre de se interpor entre os responsáveis pelo massacre e os prisioneiros desarmados, tanto na Abadia, quanto na Prisão de la Force, no Châtelet, na Salpêtrière, nos Carmos e nas casas de detenção visadas.
Mesmo tendo o prefeito Pétion escrito uma primeira vez para que Santerre cessasse os massacres, este argumentou estar aguardando ordens que o Ministro do Interior Jean-Marie Roland também lhe havia transmitido. Pétion escreve-lhe de novo : 

"Eu vos escrevo, Senhor Comissário Geral, com relação à Prisão de la Force. Eu vos solicitei estabelecer um número de homens tão impressionante para que não se tentasse continuar os excessos que nós acabamos de deplorar. Vós não me respondestes. Ignoro se satisfizestes à minha requisição, mas eu a reitero esta manhã. Como prestei contas à Assembléia Nacional, ignoro o que poderei lhe dizer sobre o estado desta prisão…" 

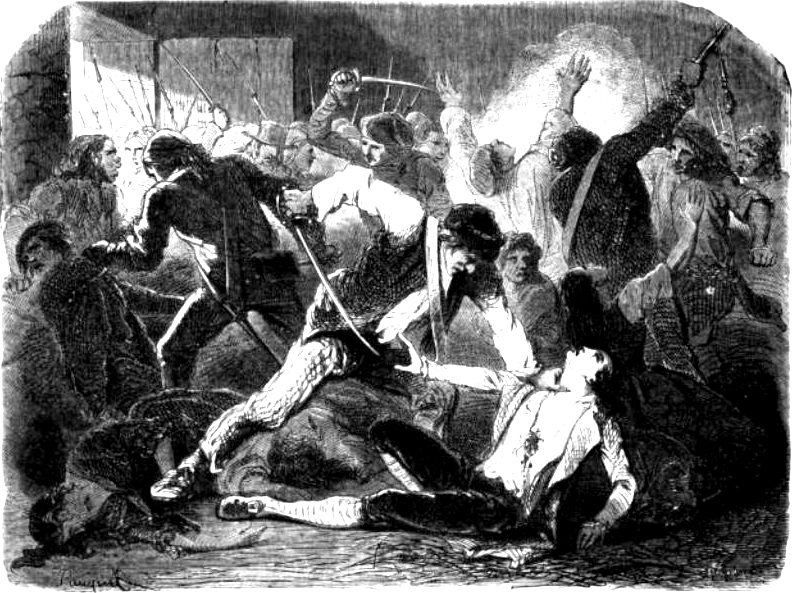
Representação artistica dos Massacres de Setembro, gravura de Armand Fouquier, Causes célèbres de tous les peuples, 1862

Para Pétion e os Girondinos, esta inação culposa e criminosa era calculada, inscrevendo-se na estratégia de exagero revolucionário. A operação trágica dos Massacres de Setembro de 1792 havia sido combinada com Étienne-Jean Panis, o próprio genro de Santerre, e com o amigo deste, o gravador Antoine Joseph Sergent, ambos eleitos pelo povo para a Convenção. As perseguições movidas pelos Girondinos contra os assassinos de Setembro afundam quase sistematicamente. É necessário aguardar a criação da Comissão dos Doze para que se instale um princípio de instrução penal e que apareçam processos verbais permitindo que hoje se possa determinar as responsabilidades principais nas quais os nomes de Santerre, de Panis e de Sergent aparecem bem à frente dos de Jean-Paul Marat e de Georges-Jacques Danton.
No curso dos "Massacres de Setembro", todas as pessoas habilitadas a testemunhar sobre a realidade dos aliciamentos praticados pela Corte das Tulherias antes da Jornada de 10 de Agosto de 1792 foram executadas. Aqueles com mais sorte, como a Princesa de Tarente, Rivarol, Beaumarchais, Omer Talon ou Sémonville, passaram pelas malhas da rede e emigraram em seguida.

## O envolvimento presumível com a Inglaterra
Desde o início da Revolução Francesa, Santerre era o promotor do exagero revolucionário, como pode ser constatado a partir de 14 de Julho de 1789 até os Massacres de Setembro de 1792, que ele permite acontecer sem se mexer, como constatam as cartas do Ministro do Interior Roland. Santerre estava presente à execução de Luís XVI, em Janeiro de 1793, o "ribombo geral" (alusão ao ribombo dos tambores, ordenado por Santerre para cobrir a voz de Luís XVI aos pés da guilhotina) e em todas as outras jornadas revolucionárias : movimento popular de Outubro de 1789, complô dito dos "Cavaleiros do Punhal", Massacre do Campo de Marte, invasão das Tulherias (20 de Junho), Assalto de 10 de Agosto, etc.
Em sua obra intitulada "L’Urne des Stuarts" ("A Urna dos Stuarts"), Louis Ange Pitou, que esteve envolvido de perto nos acontecimentos de 1792 e 1793, estabeleceu com Santerre um paralelo perturbador : "Santerre era realista por dentro, e a ambição pelo poder fez com que aceitasse o posto do Coronel Pride, cervejeiro como ele, e, como ele, chefe da milícia que conduziu Carlos I ao cadafalso".
Muitos de seus contemporâneos, mesmo Marat, este por razões pessoais, desconfiavam dele. Suspeitou-se bastante, pelo menos assim afirma Sénart, que Santerre pertencesse a um partido não oficialmente representado na Assembléia, uma "facção" muito presente na história da Revolução de 1789 a 1814, o "Partido da Inglaterra", uma nebulosa formada por especuladores, agiotas e banqueiros internacionais mais ou menos ligados à « Bande Negra » e de onde surgiram os Exagerados. Muito bem informado, ao mesmo tempo pelos documentos que coletou sobre o fim do reinado de Luís XVI, também por ser residente francês tendo a função de embaixador em Genebra e raro defensor da memória de Robespierre, o Abade Soulavie afirmou que Santerre era um agente da Inglaterra desde o início da Revolução Francesa. Porém, depois de sua prisão e desaparecimento de todos os seus papéis quando da perseguição do Pradial do Ano II - entre eles, diz Sénart, antigo secretário do Comité de Segurança Geral recibos de seus salários pagos pelo gabinete britânico - apenas dispõem-se de indícios sobre isso. 
Santerre renunciou a seu posto de comandante da Guarda em 17 de Maio de 1793, quando da queda de braço entre os Girondinos e a Comuna que teve a última palavra. Por prudência, juntou-se aos exércitos, onde Bouchotte lhe dá um comando. Por imperícia ou inação calculada, Santerre logo é derrotado em Vihiers em 17 de Julho de 1793.

## Santerre e suas aquisições revolucionárias
Durante a Revolução Francesa, o General Santerre adquiriu "uma quantidades de bens nacionais", diversas vezes através de nomes falsos ou no nome de Adélaide Deleinte, sua mulher, de quem iria divorciar-se no 26 Nivoso do Ano VI, seus filhos e sobrinhos. Tornou-se comprador de bens nacionais em Paris e região e, notadamente, no vale de Montmorency, ao norte de Paris. Quando M. Dumetz de Rosnay, eliminado das Listas de Emigração em 1804, tentou recuperar suas propriedades e, entre elas, o Castelo d'Eve, em Ermenonville, descobriu que ele era uma das aquisições de Santerre. As terras de La Houssaye, situadas não muito longe, também lhe pertenciam. Ele ainda possuía domínios em Cateau-Cambrésis e possuía em seu nome o domínio de Latour-Morouard, em Bauchery, próximo à Provins, que revende em 28 Messidor do Ano XIII, á um preço sub-avaliado, para Théodore-François Santerre.    
- Ele havia comprado um notável conjunto imobiliário dentro do Conjunto do Templo, notadamente a famosa Rotunda, no atual bairro desse nome - quase aos pés da Torre do Templo para onde conduziu a princípio Luís XVI, ao final da Jornada de 10 de Agosto de 1792 para vir buscá-lo no dia 21 de Janeiro seguinte -, o total num valor de 400 mil libras e cujos rendimentos eram estimados em 26 mil libras. Ao mesmo tempo, seu irmão fazia mão pesada sobre os "Pépinières du Roule", gigantesco conjunto, nos Champs-Élysées, provenientes da Casa dos Príncipes.
- Santerre acumulou consideráveis somas em dinheiro, que foram provavelmente depositadas na Inglaterra e repatriadas no momento da Paz de Amiens.

## Prisão
Santerre era ameaçado por Maximilien de Robespierre que devia ter conhecimento, no momento do processo contra os "Exagerados", de suas manobras contra-revolucionárias que seus protetores dentro da Comuna de Paris não conseguiam mais dissimular. Porém Santerre foi eficazmente protegido por Bertrand Barère de Vieuzac e Jean-Marie Collot d'Herbois que, para subtraí-lo de perigos certos, o fizeram encarcerar e proteger como foi feito também com o antigo prefeito de Paris, Jean-Nicolas Pache, e os seus. Pela força das coisas, seus papéis haviam sido oficialmente colocados sob sequestro, porém volatilizaram-se em seguida, já que o dossier de Santerre estava vazio. O antigo agente do Comitê de Segurança Geral Sénart, ator e testemunha dessas manobras policiais, afirma que os papéis de Santerre, que teve sob os olhos, revelavam suas ligações com o governo britânico. Ange Pitou, também bem informado, apesar de ser de uma corrente política diferente de Sénart, diz que o General Ribombo "foi encarcerado por seus partidários". Para salvá-lo, seus cúmplices controlaram sua prisão de maneira competente e seu dossier foi cuidadosamente expurgado das peças comprometedoras que continha. Santerre esperou assim pacientemente sua libertação da Prisão des Carmes, sem jamais ser "listado" nos quadros das pretensas conspirações. 
Ele saiu da prisão no 15 Termidor do Ano II, rapidamente se formos comparar com outros prisioneiros, e foi ocupar-se de seus negócios particulares. 

## Seus processos

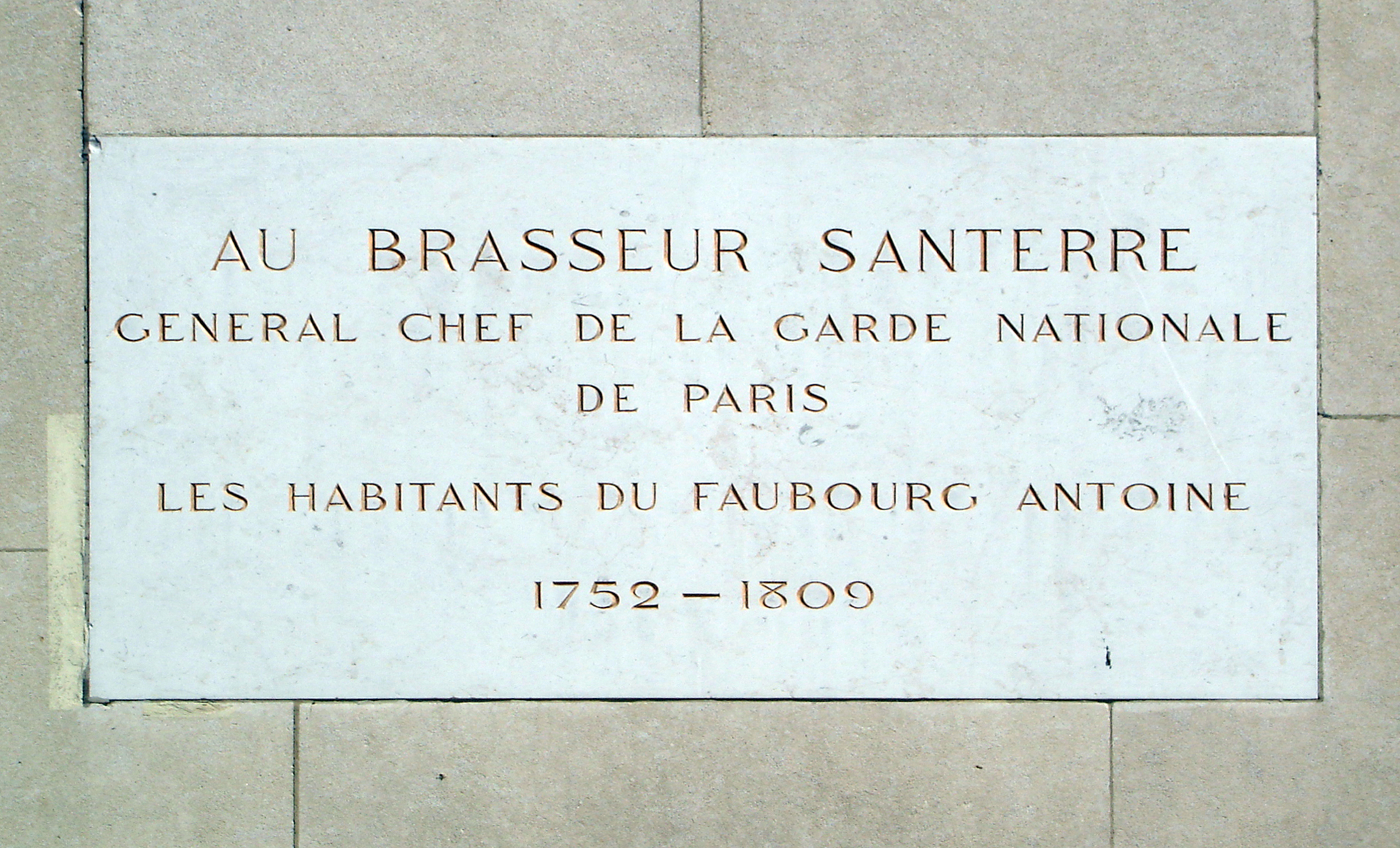
Placa comemorativa

À saída de sua prisão, apresentado como arruinado e abandonado pela esposa, ele viverá "pequenamente" do comércio de cavalos para o exército : pelo acordo que fez em 1792 com o Estado, ele foi obrigado a reembolsar 672.500 libras. Continuou a especular com os Bens Nacionais.
Tomou parte do Estado-Maior de Augereau, seu amigo de infância, e é certo que seus interesses pessoais o engajaram a desejar a derrubada do Diretório, apesar de não figurar entre as personalidades visivelmente envolvidas.
Amigo do diretor Jean-François Moulin, foi preso após o 18 de Brumário e novamente solto graças à Fouché.
Morreu, por assim dizer "arruinado", como muitos revolucionários que, como Bertrand Barère e bom número de regicidas, haviam transmitido o conjunto de seus bens para seus próximos. Uma placa à Rue de Reuilly nº9, no 12º arrondissement de Paris e, a partir de 1905, também na Rue Santerre, no mesmo arrondissement, comemoram seu nome.

## Santerre na literatura
Antoine Joseph Santerre aparece em várias ocasiões dentro das obras de Alexandre Dumas Pai, "O Cavaleiro da Casa Vermelha" e "Memórias de um Médico". Antoine-Étienne Carro, parente do general, assinala um erro em um dos episódios onde Dumas faz com que Santerre desempenhe um papel "grosseiro e ridículo".
Santerre aparece também nas primeiras páginas de "O Conde de Chanteleine", romance histórico de Júlio Verne.